# مقاطعة سوري (كارولاينا الشمالية)
مقاطعة سوري (بالإنجليزية: Surry County)‏ هي إحدى مقاطعات ولاية كارولاينا الشمالية في الولايات المتحدة الأمريكية. مركز المقاطعة أو مقعدها هي مدينة دوبسون. تأسست هذه المقاطعة سنة 1771.أصل هذه المقاطعة يأتي من: مقاطعة روان.

## أعلام
- جون وليامز
- جيسي فرانكلين
- لويس وليامز
- وليام هول
- لوك لي
- هاردين إي. تاليافيرو